# Luíz Filho Jairo
Luíz Filho Jairo (* 25. November 1971), genannt Jairo, ist ein ehemaliger brasilianischer Fußballspieler, der im Mittelfeld vorzugsweise als offensiver Mittelfeldspieler spielt.

## Karriere
Jairo begann seine Karriere beim unterklassigen brasilianischen Verein Brusque FC, bevor er im Sommer 1997 zum Schweizer Zweitligisten FC Wil wechselte. Nachdem er ein Jahr beim FC Wil gespielt und in zwanzig Spielen neun Tore erzielt hatte, wechselte Jairo zur Saison 98/99 zum Erstligisten FC St. Gallen, wo er sich im Mittelfeld als Stammspieler etablieren konnte. In der Meistersaison 1999/00 war er mit acht Toren in dreiunddreißig Spielen ein Schlüsselspieler des Teams. Als Heinz Peischl als Trainer zum FC St. Gallen kam, wurde er in die zweite Mannschaft des FC St. Gallen versetzt. Kurz vor Vertragsablauf im Sommer 2003 wurde die Suspendierung wieder aufgehoben und Jairo begeisterte mit seinen Toren. Der FC St. Gallen versuchte daher seinen Vertrag zu verlängern, konnte aber die finanziellen Mittel nicht aufbringen. Daher unterschrieb Jairo einen Vertrag bei einem brasilianischen Club (CA Hermann Aichinger). Bevor er jedoch zum Einsatz kam, brachte der FC St. Gallen doch noch genügend Geld auf, um ihn zu behalten. Jairo spielte danach weiter, bis er im Oktober 2004 seine Karriere aus familiären Gründen beenden musste. Er kehrte nach Brasilien zurück, wo er wieder mit seiner Familie lebt und spielte dort weiterhin Fußball. Er spielte noch von Ende 2004 bis Dezember 2005 für CA Hermann Aichinger.